# Stjørdal
 For alternative betydninger, se Stjørdal (flertydig). (Se også artikler, som begynder med Stjørdal)
63°28′17″N 010°54′46″Ø / 63.47139°N 10.91278°Ø
Øje fjeldStjørdal er en by og en kommune i Trøndelag fylke i Norge. Den grænser til Malvik, Selbu,  Meråker, Levanger og (over Åsenfjorden) til Frosta. Kommunen omslutter to enklaver af Malvik kommune, Jøsåsgårderne. Højlmeste punkt er der er det 1.171 meter høje fjeld Storskarven.
Kommunen består af de tidligere kommuner Skatval i nordvest, Hegra i øst og Lånke i syd med Stjørdal (og Stjørdalshalsen) i midten. De blev slået sammen i 1962. Bystatus blev indført 1. juni 1997.

## Trafik
Stjørdal er et trafikknudepunkt i Midt-Norge, da både Europavej E6 og E14 går gennem kommunen, og Nordlandsbanen og Meråkerbanen mødes ved Hell Station.
Meråkerbanen fra Trondheim til Sverige ved Storlien går op gennem Stjørdalen. Trondheim Lufthavn, Værnes, Norges tredje mest trafikerede lufthavn, ligger i Stjørdal.

## Skoler i Stjørdal
- Højskolen i Nord-Trøndelag, afdeling for trafiklæreruddannelse (tidligere Statens trafiklærerskole).
- Ole Vig videregående skole, en kombineret videregående skole med ca. 1.000 elevpladser.
- Aglo videregående skole, en privatskole som drives af KE (kristenfolkets edruskapsråd).
- Stjørdal Kristne grundskole, en privatskole som ligger på Skatval.
- HVUV, Heimevernets uddannelsescenter Værnes (tidligere Værnes Flystation).

### Offentlige grundskoler i Stjørdal
- Halsen ungdomsskole.
- Skatval børneskole.
- Stokkan ungdomsskole.
- Kvislabakken børneskole.
- Lånke børneskole.
- Skjelstadmark børneskole.
- Hegra børneskole.
- Hegra ungdomsskole.
- Forradal børneskole.
- Flora børneskole.
- Elvran børneskole.

## Erhvervsliv
Et større industriområde nordvest for centrum  rummer flere større virksomheder bl.a. Statoil, Glava, NoBø og Norplasta.

## Kultur
- I Stjørdal kommune er der flere store helleristningsfelter, og stedet var et centrum i vikingetiden.
- På nordsiden af Skatval ligger resterne af Steinvikholm Slot (færdigbygget i 1532), som var residens og fæstning for Norges sidste (katolske) ærkebiskop, Olav Engelbrektsson. 
Operaen Olav Engelbrektsson spilles her hver sommer.
- Ingstadkleven fort, bygget i forbindelse med unionsopløsningen, er bedre kendt som Hegra Fæstning, hvor en mindre norsk styrke holdt stand mod fjenden i april/maj 1940 og var de sidste stridende, som overgav sig i Sydnorge.
- Stjørdalselven, en meget besøgt lakseelv, løber gennem kommunen og har sit udløb ved Stjørdal.
- Hell Music festival er blevet arrangeret siden 1992 på Hell. som ligger i Lånke.